# Karl Brenk
Karl Brenk (* 9. November 1904 in Hamburg; † 9. April 1989 in Berlin) war ein deutscher Schauspieler.

## Leben
Karl Brenk entstammt einer Hamburger Arbeiterfamilie und debütierte bereits als siebenjähriger Chorknabe am Hamburger Opernhaus. Aus finanziellen Gründen blieb ihm seinerzeit jedoch eine künstlerische Ausbildung verwehrt, so dass er zunächst einer Anstellung in einer Holzbearbeitungsfabrik nachging. Von seinen Ersparnissen bezahlte er seine Ausbildung an einer Dresdner Schauspielschule.
Anfang der 1930er Jahre begründete er gemeinsam mit Kollegen des „Kollektivs Hamburger Schauspieler“, wurde jedoch mit dem Aufkommen des Nationalsozialismus zunehmend von der Arbeitslosigkeit betroffen. Nach dem Zweiten Weltkrieg startete er seine künstlerische Laufbahn, spielte an diversen Berliner Bühnen, arbeitete für den Funk und für Film und Fernsehen.
Für das Kinderprogramm von Radio DDR I erlangte er mit der Verkörperung des Käpt'n Brise im Butzemannhaus besondere Popularität.
Anfang der 1950er Jahre debütierte er mit einer kleinen Rolle in Martin Hellbergs DEFA-Spielfilm Das verurteilte Dorf, gefolgt von Nebenrollen in weiteren Film- und Fernsehaufgaben für die DEFA und das Fernsehen der DDR. Größere Rollen hatte er u. a. in der Verkörperung des Walter Ulbricht in Kurt Maetzigs Ernst Thälmann – Führer seiner Klasse aus dem Jahr 1955, sowie als Franz Büchner in Frank Beyers zensiertem Gegenwartsfilm Spur der Steine aus dem Jahr 1966.

## Filmografie (Auswahl)
- 1952: Das verurteilte Dorf
- 1954: Ernst Thälmann – Sohn seiner Klasse
- 1954: Stärker als die Nacht
- 1954: Leuchtfeuer
- 1955: Ernst Thälmann – Führer seiner Klasse
- 1955: Das Stacheltier: Die gute alte Zeit
- 1956: Das Stacheltier: Der weiche Artur
- 1957: Schlösser und Katen
- 1958: Das Lied der Matrosen
- 1959: Kapitäne bleiben an Bord
- 1959: Blaulicht: Zweimal gestorben
- 1960: Fernsehpitaval: Der Fall Haarmann (Fernsehreihe)
- 1960: Der schweigende Stern
- 1961: Gewissen in Aufruhr (Fernsehfilm)
- 1962: Freispruch mangels Beweises
- 1962: Die Entdeckung des Julian Böll
- 1963: Christine
- 1965: Wolf unter Wölfen (Fernsehfilm)
- 1966: Spur der Steine
- 1967: Begegnungen (Fernsehfilm)
- 1970: Fiete Stein (Fernsehfilm)
- 1971: Rottenknechte (Fernsehfilm)
- 1971: Verwandte und Bekannte (Fernsehfilm)
- 1972: Polizeiruf 110: Blütenstaub (Fernsehreihe)
- 1972: Gefährliche Reise (Fernsehserie)
- 1973: Polizeiruf 110: In der selben Nacht (Fernsehreihe)
- 1973: Stülpner-Legende (Fernsehserie)
- 1979: Herbstzeit (Fernsehfilm)
- 1980: Am grauen Strand, am grauen Meer (Fernsehfilm)
- 1987: Einzug ins Paradies (Fernsehserie)

## Hörspiele
- 1951: Friedrich Karl Kaul: Funkhaus Masurenalle (Hartmann) – Regie: Gottfried Herrmann (Berliner Rundfunk)
- 1951: Hedda Zinner: Spiel ins Leben – Regie: Hans Rodenberg (Theater der Freundschaft)
- 1959: Joachim Goll: Die Dienstreise (Portier) – Regie: Werner Grunow (Hörspiel – Rundfunk der DDR)
- 1960: Hans Pfeiffer: Zwei Ärzte (Gründel) – Regie: Richard Hilgert (Kriminalhörspiel – Rundfunk der DDR)
- 1960: Anna und Friedrich Schlotterbeck: An der Fernverkehrsstraße 106 (Wittke) – Regie: Theodor Popp (Rundfunk der DDR)
- 1960: Hans Pfeiffer: Zwei Ärzte – Regie: Thomas Ruschin (Volksbühne Berlin – Theater im 3. Stock)
- 1961: Friedrich Wolf: Beaumarchais oder Die Geburt des Figaro (Spekulant) – Regie: Rudi Kurz (Volksbühne Berlin)
- 1965: Heinz Knobloch: Pardon für Bütten – Regie: Wolfgang Brunecker (Kinderhörspiel – Rundfunk der DDR)
- 1969: Eduard Claudius: Vom schweren Anfang – Regie: Horst Liepach (Kinderhörspiel – Rundfunk der DDR)
- 1969: Hans Siebe: Der Mitternachtslift – Regie: Fritz Göhler (Kriminalhörspiel – Rundfunk der DDR)
- 1972: Hans Draehmpaehl: Aktion Opa Heidemann (Opa Heidemann) – Regie: Detlef Kurzweg (Kinderhörspiel/Rätselsendung – Rundfunk der DDR)
- 1974: Joachim Witte: Alle Jahre wieder (Klüter) – Regie: Joachim Gürtner (Hörspielreihe: Neumann, zweimal klingeln – Rundfunk der DDR)
- 1975: Horst-Ulrich Semmler: Bereitschaftsdienst (Willi Schubert) – Regie: Maritta Hübner (Kinderhörspiel – Rundfunk der DDR)
- 1977: Sabine Fischer: Eine seltsame Kiste (Klüter) – Regie: Joachim Gürtner (Hörspielreihe: Neumann, zweimal klingeln – Rundfunk der DDR)
- 1980: Ursula Damm-Wendler: Der Schmalfilm (Otto) – Regie: Joachim Gürtner (Hörspielreihe: Neumann, zweimal klingeln – Rundfunk der DDR)